# Minerva (forskningsinstitut)
Minerva är ett medicinskt forskningsinstitut i Helsingfors som upprätthålls av Minervastiftelsen. 
Minerva grundades 1959 på initiativ av Bertel von Bonsdorff för att bereda forskningsutrymme för läkarna vid Helsingfors universitets dåvarande trångbodda IV Medicinska klinik. Huvudsakligen av finlandssvenska forskare ledda forskargrupper har arbetat vid institutet, som har varit inrymt på olika ställen i huvudstadsregionen och sedan 2001 befinner sig i institutkonglomeratet Biomedicum på det medicinska campusområdet i Mejlans. 
Minerva har varit pionjär inom bland annat endokrinologi, biokemi, genetik, parasitologi och isotopmedicin; dess publikationer var på 1960-talet mer citerade än de från Finlands nya medicinska fakulteter. För .närvarande  bedrivs forskning relaterad till neurovetenskaper, hjärt- och kärlsjukdomar inklusive blodtryck, diabetes, nutrition, referensvärden samt cellfysiologi. Laboratorieprov, som blev efterfrågade i praktisk medicin, överfördes på det 1964 grundade bolaget Medix, vars avkastning bekostar Minervas basfunktioner. För den egentliga forskningsverksamheten söker forskarna understöd från utomstående källor, bland annat Finlands Akademi, Sigrid Jusélius stiftelse, Finska Läkaresällskapet och Medicinska understödsföreningen Liv och hälsa. De flesta forskarna vid Minerva arbetar på deltid eller under forskningsledigheter och innehar huvudtjänster på sjukhus eller universitet. Omkring 30 personer arbetar dagligen på institutet. Som dess chefer har verkat Bror-Axel Lamberg, Ralph Gräsbeck, Frej Fyhrquist och sedan 2004 Dan Lindholm.